# Pristimantis academicus
Pristimantis academicus Lehr, Moravec, & Gagliardi-Urrutia, 2010 è una rana della famiglia Strabomantidae, endemica del Perù.

## Distribuzione e habitat
L'areale della specie è ristretto alla regione di Loreto, nel Perù nord-orientale.